# Bärstakärret
Bärstakärret är ett naturreservat i Nyköpings kommun i Södermanlands län.
Området är naturskyddat sedan 1966 och är 5 hektar stort. Reservatet ligger vid östra stranden av sjön Yngaren och består av två kärr med en blandskog emellan på mark som bildades vid en sjösänkning på 1860-talet.

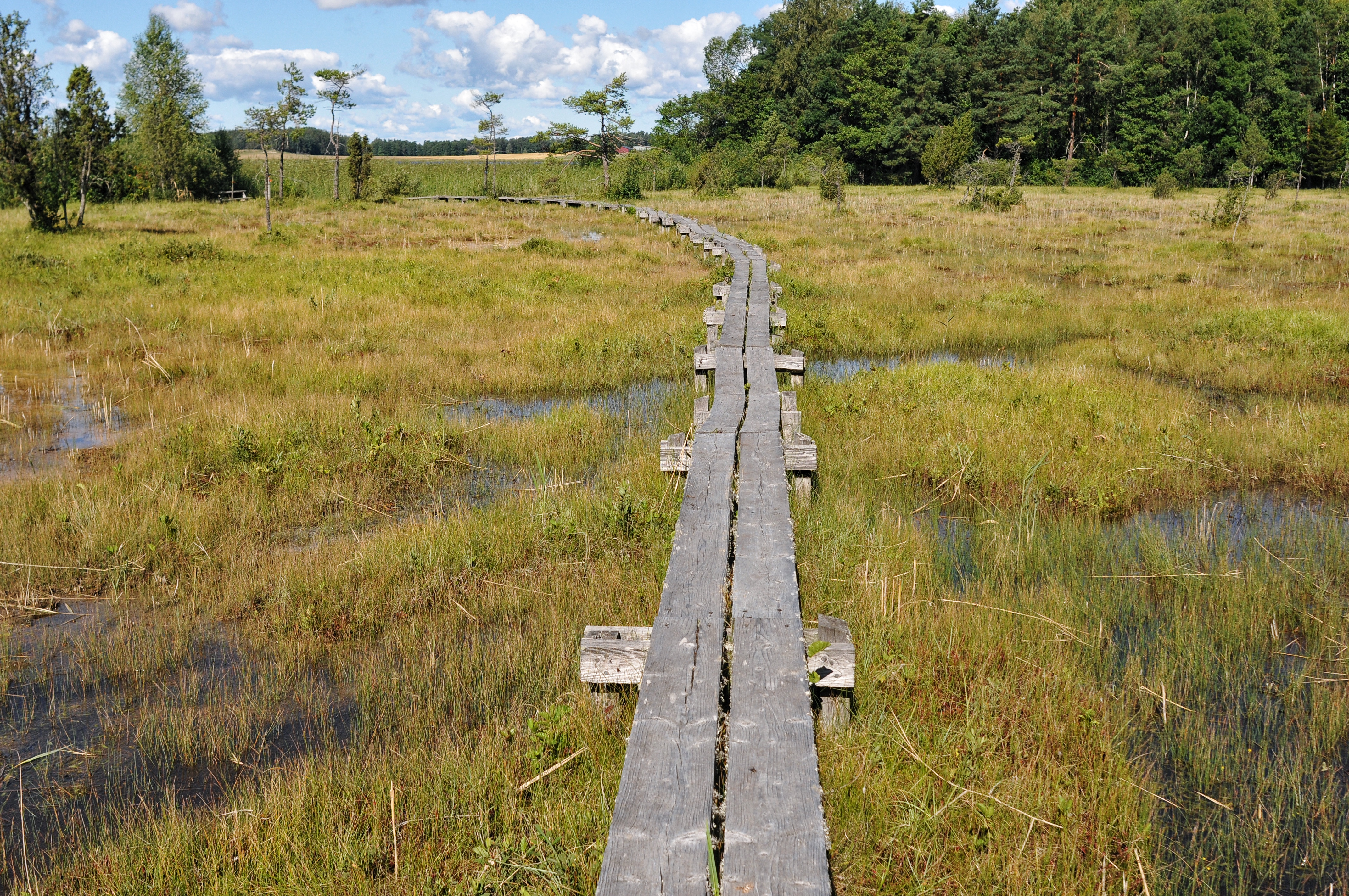
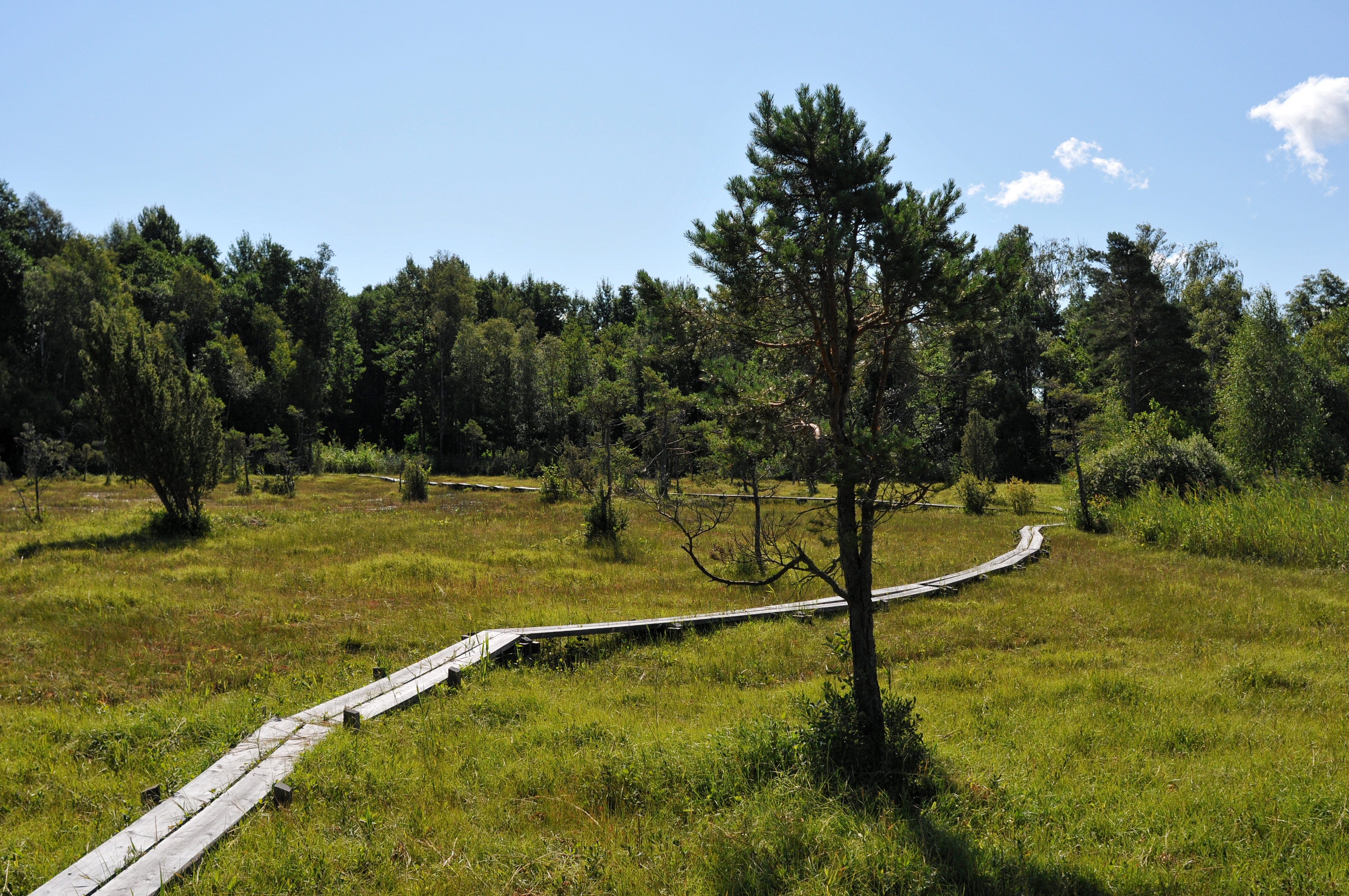
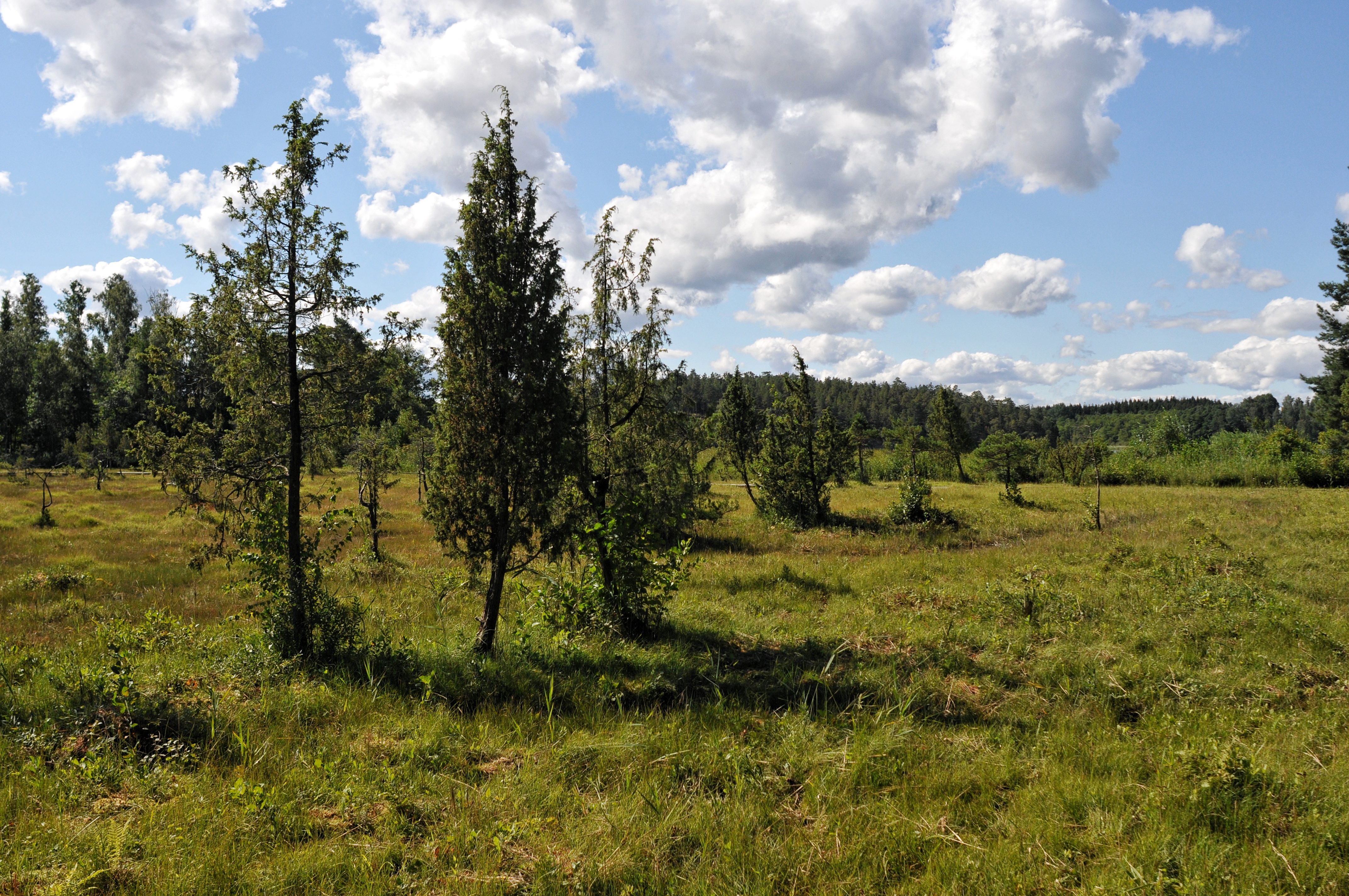